# Raggio (torrente)
Il Raggio o Riale di Balerna è un torrente che scorre nel territorio del basso Mendrisiotto.

## Idrografia
Il fiume Raggio ha origine nel comune di Castel San Pietro nella zona di Loverciano. Da qui scorre fino ad arrivare a Balerna passando per la valle di mezzana per poi arrivare nel Pian Faloppia dove sfocia nel fiume Faloppia nella frazione di Seseglio. Questo corso d'acqua lungo circa 4 km attraversa i comuni di Castel San Pietro passando principalmente dalla zona di Gorla, Balerna passando da Mercole per poi attraversare il quartiere di Sant'Antonio ed infine una piccola parte di questo riale è anche del comune di Chiasso. 
Da 430 m s.l.m il fiume Raggio percorre i suoi primi 3 km in discesa poi l'ultimo chilometro in pianura.